# Fanone papale

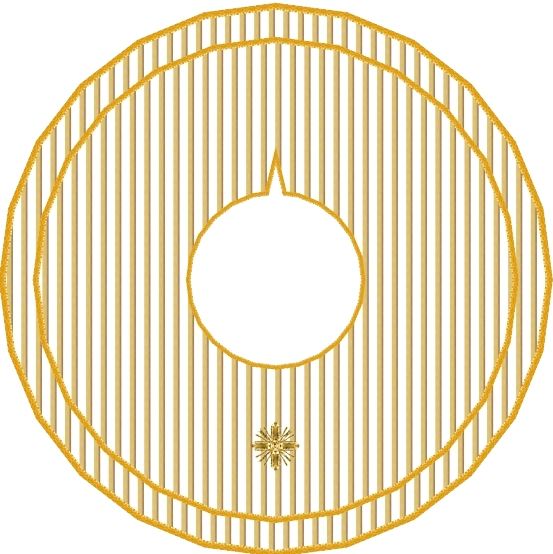
Rappresentazione grafica del fanone papale. Si noti la doppia mozzetta sovrapposta.

Il fanone papale è un paramento liturgico riservato al papa e usato nella messa pontificale.

## Storia

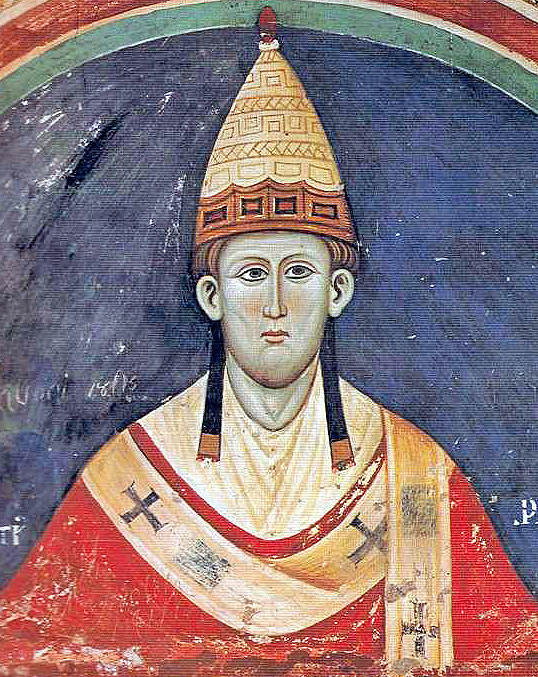
Innocenzo III indossa il fanone e il pallio sopra la casula

Il termine fanone deriva dal francese fanon, a sua volta dal franco fano ossia "panno" (a tal proposito bisogna notare che in tedesco è rimasto in uso il termine Fahne per ‘bandiera’). Le origini di questo paramento sono molto remote: lo si trova già citato nell'Ordo Romanus nell'VIII secolo. Per secoli inoltre il suo uso non fu esclusivo del pontefice romano: fu solo all'inizio del XIII secolo, per volontà di Innocenzo III, che il fanone divenne prerogativa esclusiva del papa. In tale frangente se ne descrisse inoltre la derivazione, chiamandolo con il nome di orale, dall'efod degli antichi sommi pontefici:
(Papa Innocenzo III, De mysteriis Missæ, I, 53.)
La forma circolare e la sua decorazione a strisce sembrano risalire al XVI secolo; in precedenza la forma s'ipotizza fosse quadrangolare.

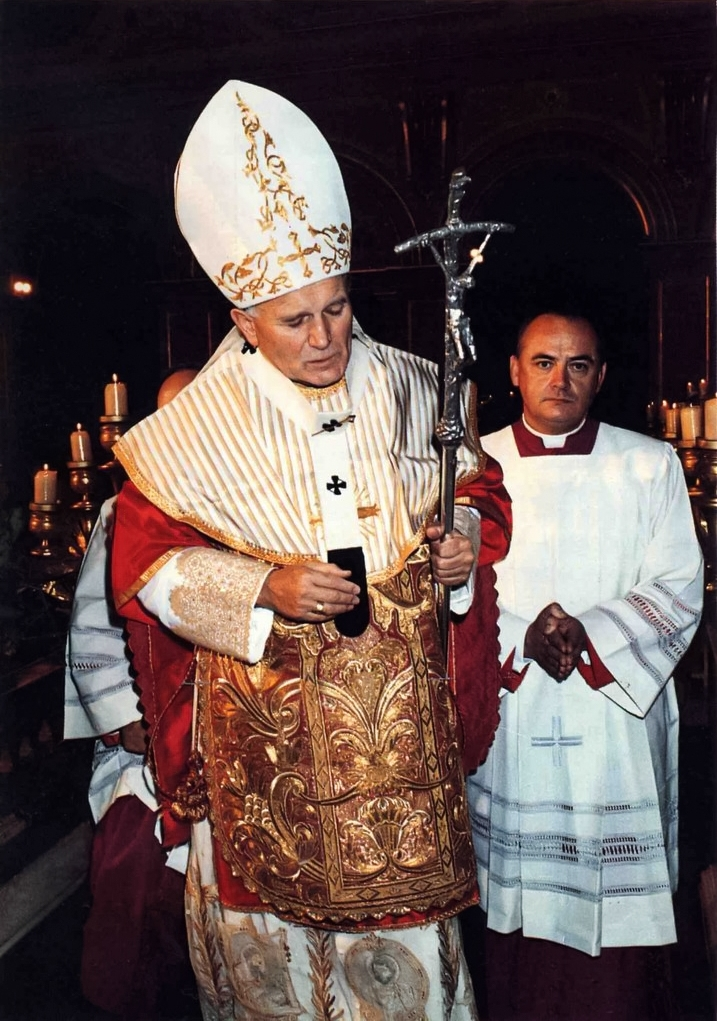
Giovanni Paolo II indossa il fanone durante una funzione.

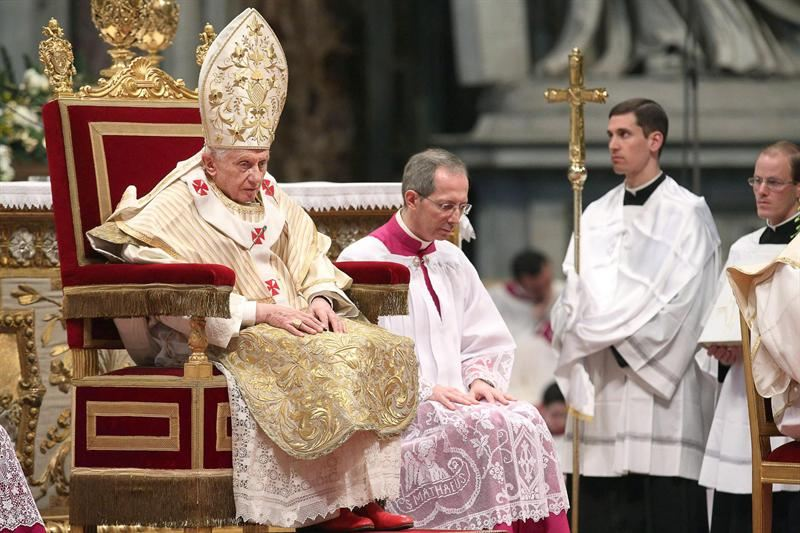
Benedetto XVI indossa il fanone per l'Epifania 2013.

Benché non sia mai stato formalmente abolito, dopo la riforma liturgica successiva al Concilio Ecumenico Vaticano II il fanone è stato utilizzato raramente: papa Paolo VI lo indossò per l'ultima volta durante il suo viaggio apostolico in India nel dicembre del 1964, papa Giovanni Paolo I non lo utilizzò mai, mentre Giovanni Paolo II lo indossò una sola volta, il 22 novembre 1984 per celebrare la solennità di Santa Cecilia nella Basilica di Santa Cecilia in Trastevere
Papa Benedetto XVI ne riprese l'uso in tre occasioni prima della sua rinuncia al soglio di Pietro: il 21 ottobre 2012 per la canonizzazione di sette beati, il successivo 24 dicembre durante la messa della notte di Natale e il 6 gennaio 2013 per la solennità dell'Epifania.
Fino a papa Giovanni XXIII il fanone fece inoltre parte dei paramenti sacri dei quali doveva essere rivestita la salma del papa per essere esposta all'ultimo saluto dei fedeli, in quello che un tempo era noto come "bacio del piede". A partire da papa Paolo VI non è stato più impiegato.

## Significato e forma

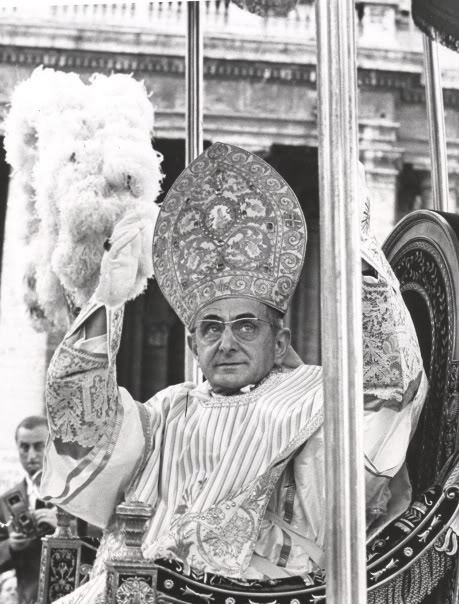
Papa Paolo VI, in sedia gestatoria, indossa il fanone, la mitra, le chiroteche e gli altri paramenti liturgici

Il fanone simboleggia lo scudo della fede (come dalla lettera agli Efesini 6,16) che protegge la Chiesa cattolica, rappresentata dal papa. Le strisce verticali di due colori, bianco e oro, unite dal colore amaranto, indicano l'unità e l'indissolubilità della Chiesa latina e di quella orientale.
All'atto pratico, esso consiste di una doppia mozzetta in seta sottilissima, tessuta a strisce parallele verticali di colore bianco, oro ed amaranto. La parte esterna anteriore, inoltre, ha ricamata una croce d'oro. Le due mozzette, interna ed esterna, erano anticamente cucite per il girocollo. Per comodità, all'inizio del XX secolo, papa Pio X le fece dividere. Il fanone viene indossato in modo che la mozzetta interna sia sotto la stola e la mozzetta esterna sia sopra la pianeta o la casula.